# Murg (Hochrhein)
Murg ist eine Gemeinde im Landkreis Waldshut in Baden-Württemberg in unmittelbarer Nachbarschaft zur Schweizer Grenze.

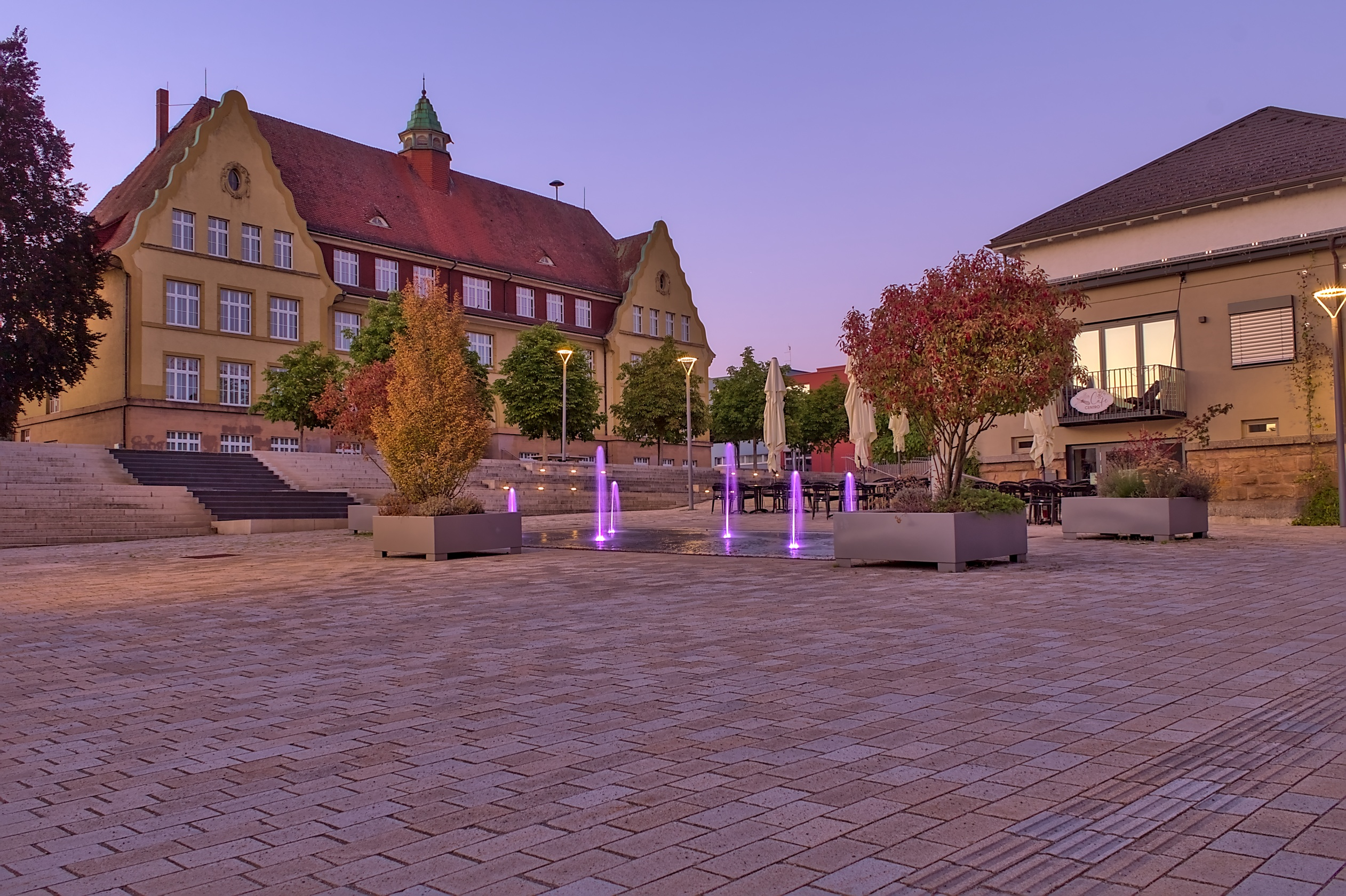
Ortsmitte von Murg „Murger Mitte“

## Geographie

### Geographische Lage
Murg liegt direkt am Hochrhein zwischen 290 und 803 Meter Höhe.

### Name
Murg hat seinen Namen vom gleichnamigen Fluss, der aus einem Hochmoor bei Herrischried entspringt. Murg leitet sich ab vom keltischen Murgo („schwarzes Wasser“).

### Nachbargemeinden
Die Gemeinde grenzt im Norden an Görwihl, im Osten an die Stadt Laufenburg, im Süden an die Schweizer Gemeinden Kaisten und Sisseln im Kanton Aargau und im Westen an Bad Säckingen und Rickenbach.

### Gemeindegliederung

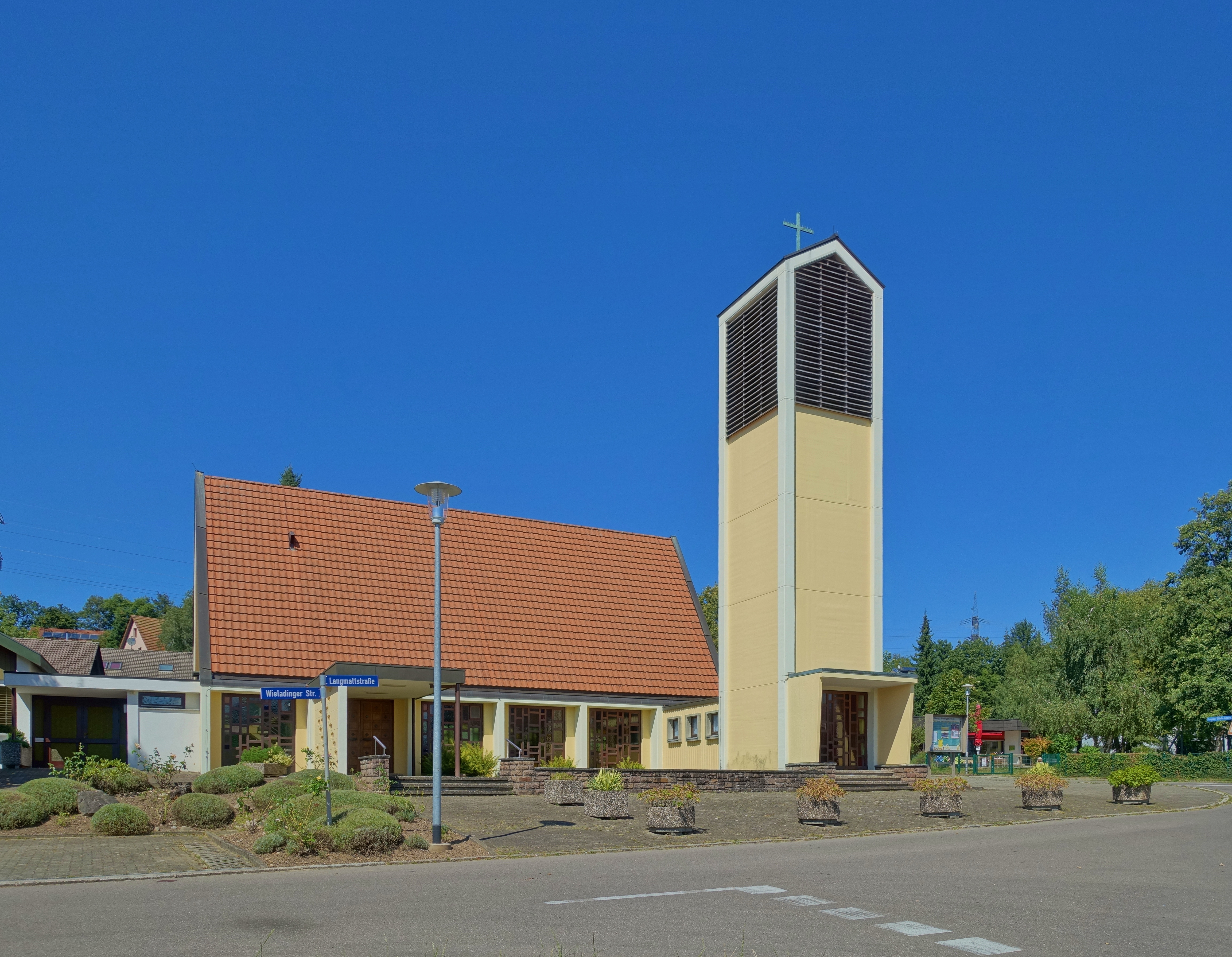
Ev. Christuskirche Murg

Zur Gemeinde Murg gehören die früher selbstständigen Gemeinden Hänner, Niederhof und Oberhof. Zur ehemaligen Gemeinde Hänner gehören das Dorf Hänner und das Haus Gaisbühl (Neumatten). Zur Gemeinde Murg in den Grenzen vom 31. Dezember 1972 gehören das Dorf Murg, die Siedlung Weiermatt, die Weiler Hinterer Hammer (Murghammer) und Rothaus und die Höfe Rheinsberg und Rüttene. Zur ehemaligen Gemeinde Niederhof gehören die Dörfer Niederhof, Diegeringen und Zechenwihl. Zur ehemaligen Gemeinde Oberhof gehören das Dorf Oberhof, der Zinken Im Sod und die Häuser Spittelhau.
In der Gemeinde Murg im Gebietsstand vom 31. Dezember 1972 liegt die Wüstung Hilgeringen und im Gebiet der ehemaligen Gemeinde Oberhof liegt die Wüstung Timos.

#### Wappen der früheren Gemeinden

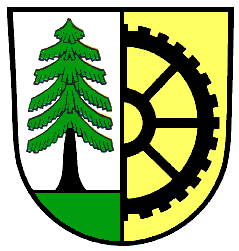
Murg
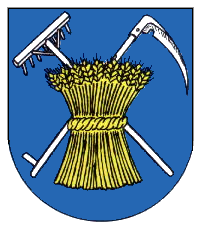
Niederhof
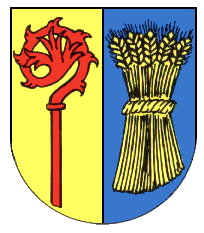
Oberhof
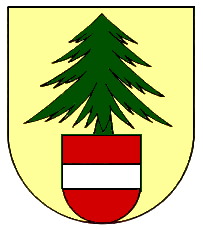
Hänner

## Geschichte

### Frühe Geschichte

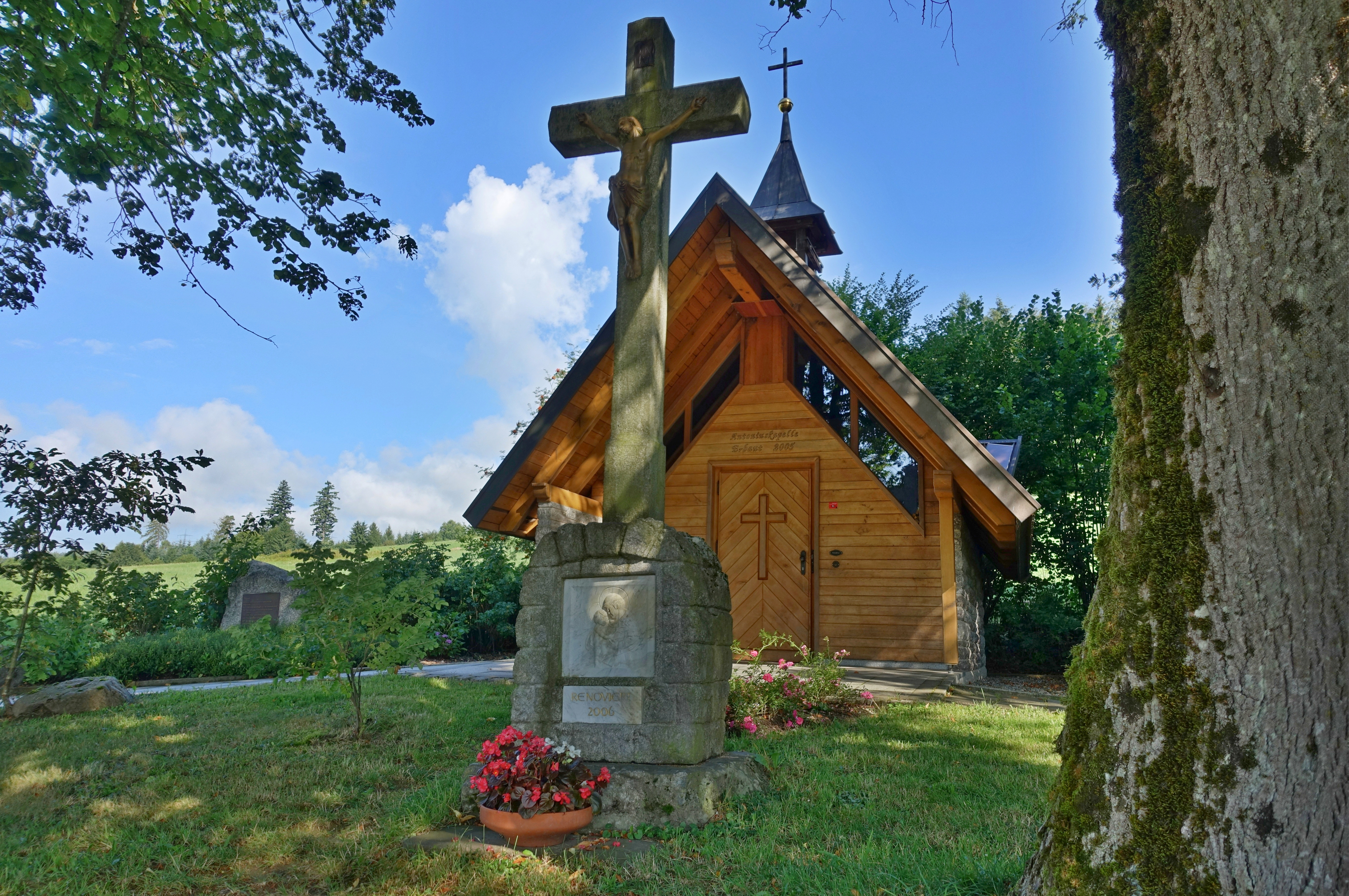
Antoniuskapelle Murg

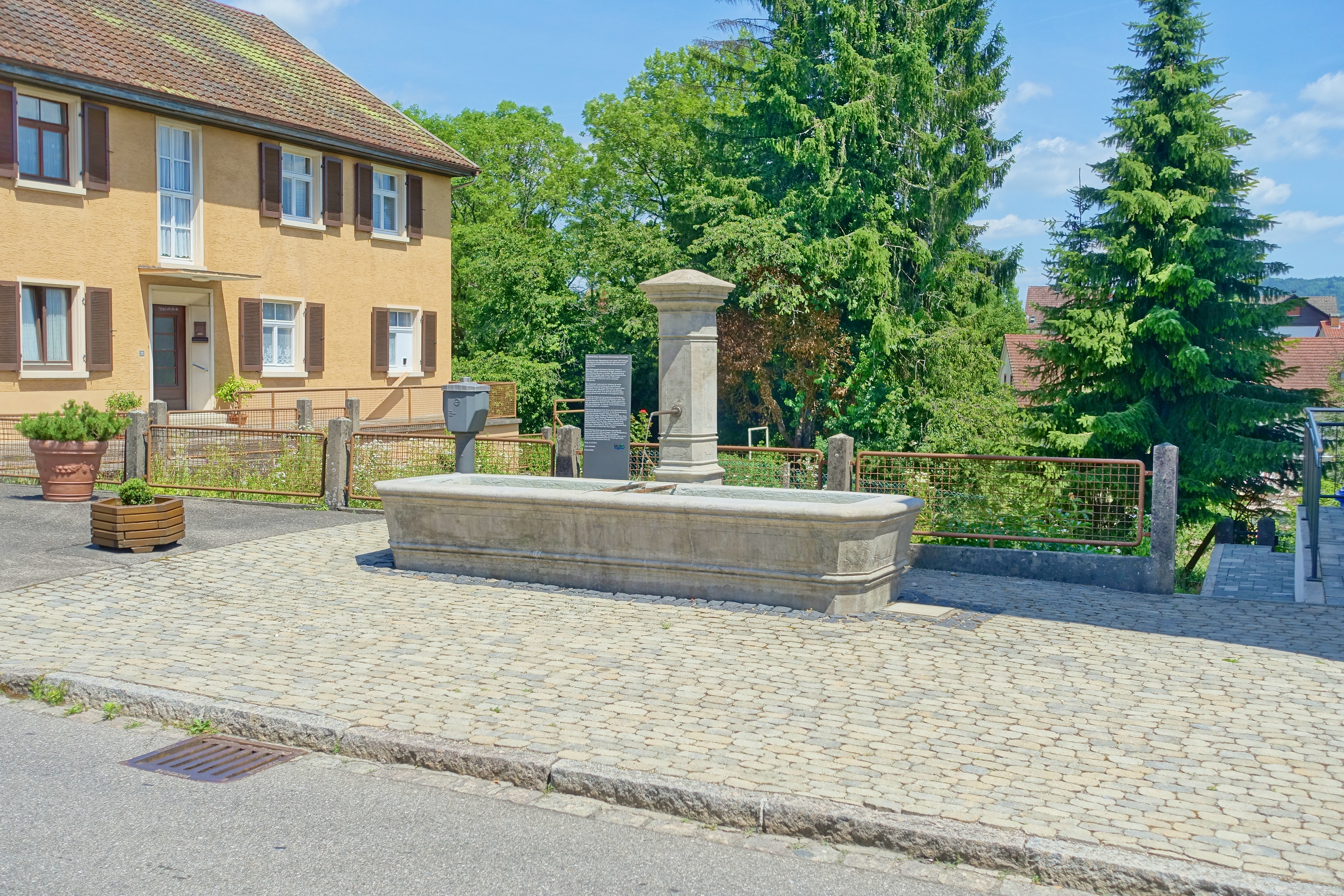
Brunnenanlage

In Murg bestand bereits in keltischer und römischer Zeit eine Siedlung. Die weitergehende Besiedelung des Hochrheingebiets geht auf die Alamannen im 4. bis 7. Jahrhundert zurück, die die bereits bestehende Siedlung zu einem Bauerndorf ausbauten. Erstmals erwähnt wurde Murg im Jahr 1260 als Murgon, ältere Urkunden wurden wohl beim Brand des Stiftsarchivs des Damenstifts Säckingen im Jahr 1272 vernichtet. Murg war einer der acht Hauptorte der Grafschaft Hauenstein und gehörte bis zum Frieden von Lunéville zu Vorderösterreich. Im Jahr 1833 wurde das bis dahin zu Murg gehörende Dorf Rhina selbständig, bis es 1933 ein Stadtteil von Laufenburg wurde.

### Eingemeindungen
Am 1. Januar 1973 wurden die Gemeinden Niederhof, Oberhof und Hänner eingemeindet.

### Einwohnerzahlen
Die Gemeinde hat insgesamt 6745 Einwohner (Stand April 2011). In Murg leben 3260, in Niederhof 1631, in Oberhof 740 und in Hänner 1114 Menschen. In allen Ortsteilen zusammen wohnen 3447 Frauen und 3298 Männer. Der Ausländeranteil beträgt 13,0 % (876 Einwohner).

## Politik

### Verwaltungsgemeinschaft
Die Gemeinde gehört mit Herrischried und Rickenbach der Vereinbarten Verwaltungsgemeinschaft mit der Stadt Bad Säckingen an.

### Gemeinderat
Der Gemeinderat in Murg besteht aus den 18 gewählten ehrenamtlichen Gemeinderäten und dem Bürgermeister als Vorsitzendem. Der Bürgermeister ist im Gemeinderat stimmberechtigt.
Die Kommunalwahl am 9. Juni 2024 führte zu folgendem Endergebnis.

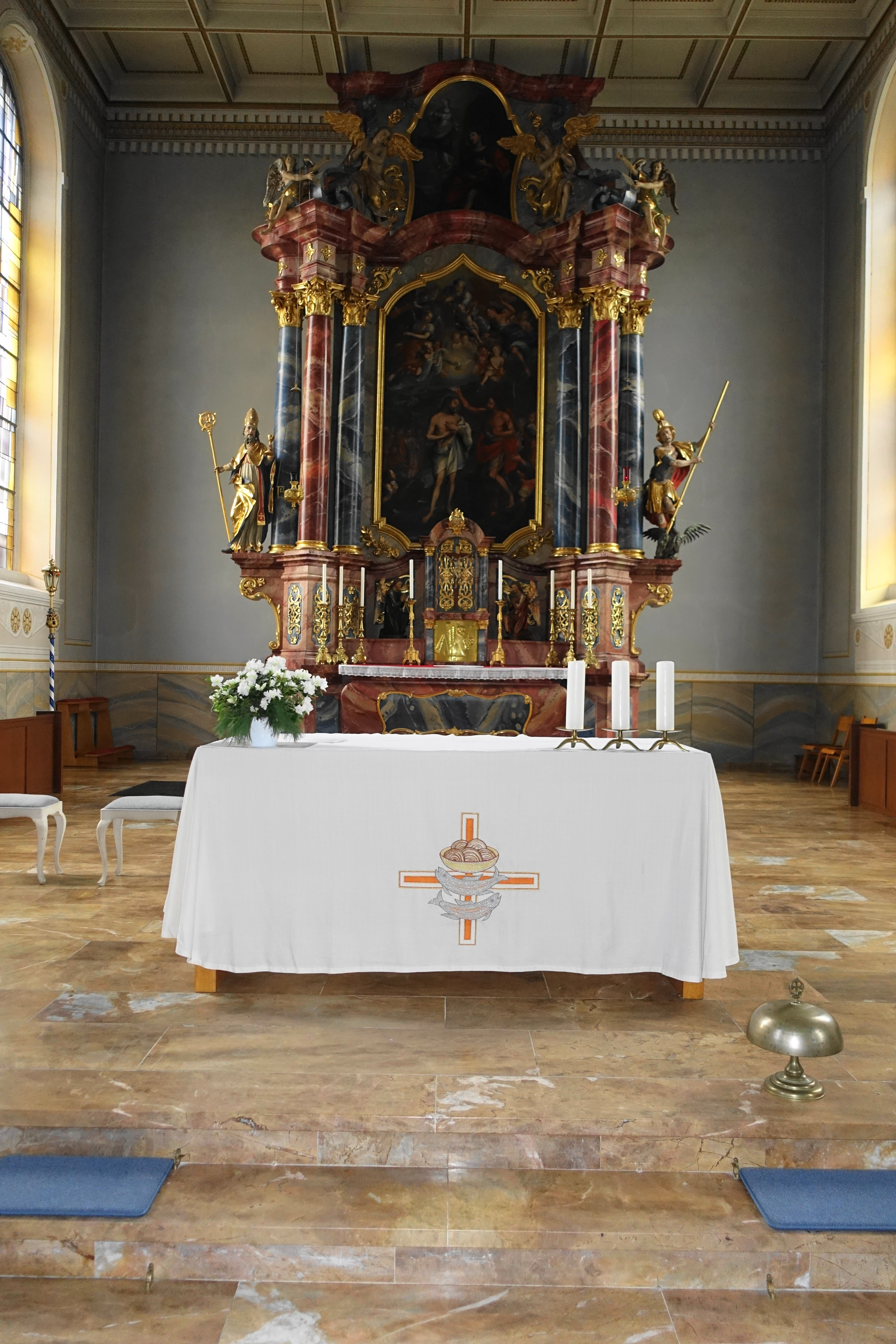
Kirche St. Magnus: Hochaltarblatt von Jakob Karl Stauder

| Partei / Liste | Stimmenanteil | Sitze | Ergebnis 2019   |
| Freie Wähler   | 42,06 %       | 7     | 40,5 %, 7 Sitze |
| CDU            | 21,03 %       | 4     | 25,2 %, 5 Sitze |
| SPD            | 9,06 %        | 2     | 17,5 %, 3 Sitze |
| Grüne          | 14,10 %       | 3     | 11,7 %, 2 Sitze |
| AfD            | 13,75 %       | 2     | 4,3 %, 1 Sitz   |

### Bürgermeister
Der Forstingenieur Adrian Schmidle wurde im Juni 2007 mit 55,6 Prozent der Stimmen zum neuen Bürgermeister gewählt. Er wurde im Juli 2015 mit 96,7 Prozent der Stimmen und im Juni 2023 mit 92,9 Prozent der Stimmen wiedergewählt.

### Partnerschaft
Murg unterhält eine Partnerschaft mit der Stadt Mehun-sur-Yèvre im Département Cher (Frankreich).

## Verkehr

### Bahn- und Busverkehr
Der Haltepunkt Murg (Baden) liegt an der Hochrheinbahn von Basel Bad Bf nach Konstanz.
Seit 2014 verbindet ein Bürgerbus an Werktagen nach 19:00 Uhr die Ortsteile als Ergänzung zum öffentlichen Nahverkehr.

### Radverkehr
Durch eine Alltagsroute aus dem Radnetz Baden-Württemberg ist Murg mit Bad Säckingen und über Laufenburg (Baden) mit Waldshut-Tiengen verbunden.
Durch Murg verlaufen die folgenden Landes-Radfernwege: 
- Der baden-württembergische Rheinradweg von Konstanz bis Mannheim ist Teil des Rheinradwegs, der von der Quelle des Rheins am Oberalppass im Schweizer Kanton Graubünden bis zur Mündung bei Rotterdam führt. Er verläuft von Waldshut kommend über Laufenburg nach Murg und weiter über Bad Säckingen nach Rheinfelden. Er ist am Hochrhein ausgewiesen als Eurovelo-Route 6 (Atlantik - Schwarzes Meer) und 15 (Rheinradweg)[8] und als D-Routen 6 (Donauroute) und 8 (Rhein-Route)[9].
- Der Südschwarzwald-Radweg führt auf derselben Trasse durch Murg. Er führt als Rundweg von Hinterzarten über Waldshut-Tiengen, Basel und Freiburg rund um den Naturpark Südschwarzwald.

## Musikvereine
- Im Jubiläumsjahr 2021 haben die New Gospel Singers Murg die Nachfolge des traditionsreichen Männerchor Murg übernommen, der 1861 von Schweizer Arbeitern gegründet wurde und in seiner 160-jährigen Geschichte ein fester Bestandteil des kulturellen Lebens in Murg war. Der Gospelchor bietet ein vielseitiges Repertoire aus Gospel-, Pop-, Rockmusik sowie Musical-Stücken und internationalen Songs.[10]
- Das Harmonika Orchester Murg e.V., welches am 1. April 1941 inmitten des Zweiten Weltkriegs gegründet wurde, ist seitdem ein fester Bestandteil des Murger Musiklebens. Zu den alljährlichen Aktivitäten gehören das Frühjahrskonzert, die Teilnahme an der Strabufa Murg sowie ein Herbstkonzert und Weihnachtsfeier.
- Der Musikverein Oberhof e. V. wurde am 4. Februar 1912 gegründet und feierte im Juli 2012 sein 100-jähriges Jubiläum.[11]

## Sportvereine

### Murg

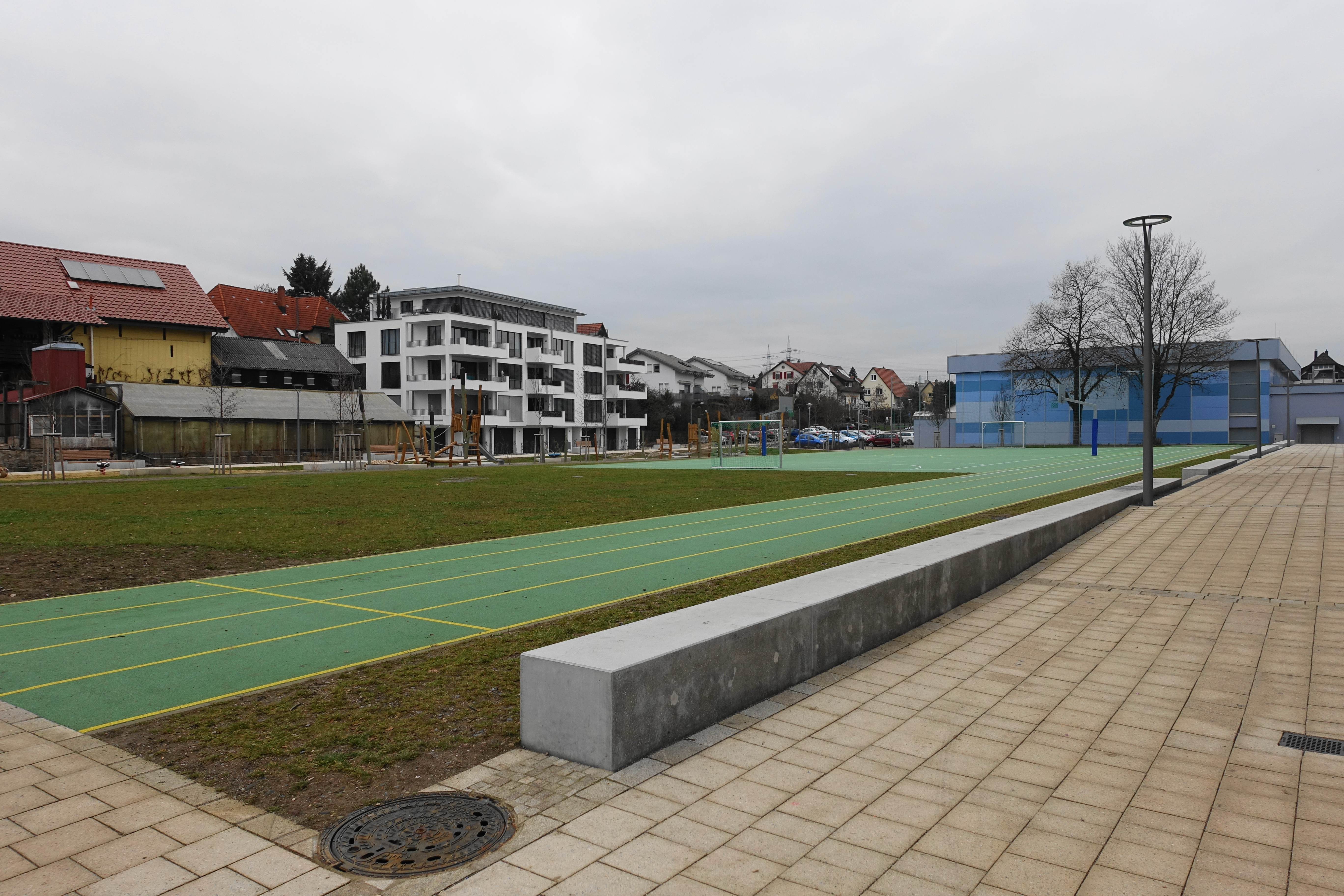
Sportanlage Murg

- Im Jahre 1919 wurde der Fussballclub Murg gegründet. Nach dem Zweiten Weltkrieg sollte der FCM wieder gegründet werden, doch die Militärregierung aus Frankreich erlaubte dies nicht. Als Resultat daraus entstand dann nach dem Zweiten Weltkrieg der Nachfolgeverein 'Blau-Weiss-Murg e.V'. Heute steht der Verein für Fußball, Tischtennis und Freizeitsport.

### Niederhof
- Der Radsportverein (RSV) Niederhof wurde 1923 gegründet. Heute bietet er ein breitgefächertes Angebot von Aktivitäten an, wie zum Beispiel Mountainbike, Aerobic, Jazz für Jugendliche oder auch Badminton.
- Der Sportverein Niederhof wurde am 30. November 1963 gegründet. Neben der Fußballabteilung gibt es eine Damengymnastik-Abteilung, gegründet im Jahr 1968. Die Fußballabteilung hat zwei Herren-Aktivmannschaften sowie eine Damen-Aktivmannschaft.

### Oberhof
- Der Verein Gesund + Fit in Oberhof (GFO) wurde am 2. November 2001 gegründet und hat derzeit (2016) rd. 400 Mitglieder. Er hat folgende Abteilungen: Oldie Fitness, Mutter-Kind Turnen, Kinderturnen, Mädchenturnen, Bubenturnen, Damengymnastik, Damenfreizeit, Jedermänner und Tischtennis.

### Hänner
- Der Sportverein (SV) Hänner wurde im Jahre 1959 gegründet.

## Persönlichkeiten
- Erna Döbele (1915–2001), Mundartdichterin und Lebensretterin
- Hans Dedi (1918–2016), Unternehmer und Kaufmann
- Sabine Spitz (* 1971), Olympiasiegerin auf dem Mountainbike bei den Olympischen Sommerspielen 2008 in Peking. Nach ihr ist die Sabine-Spitz-Halle im Ortsteil Niederhof benannt.